# Timothy Clement-Jones, Baron Clement-Jones

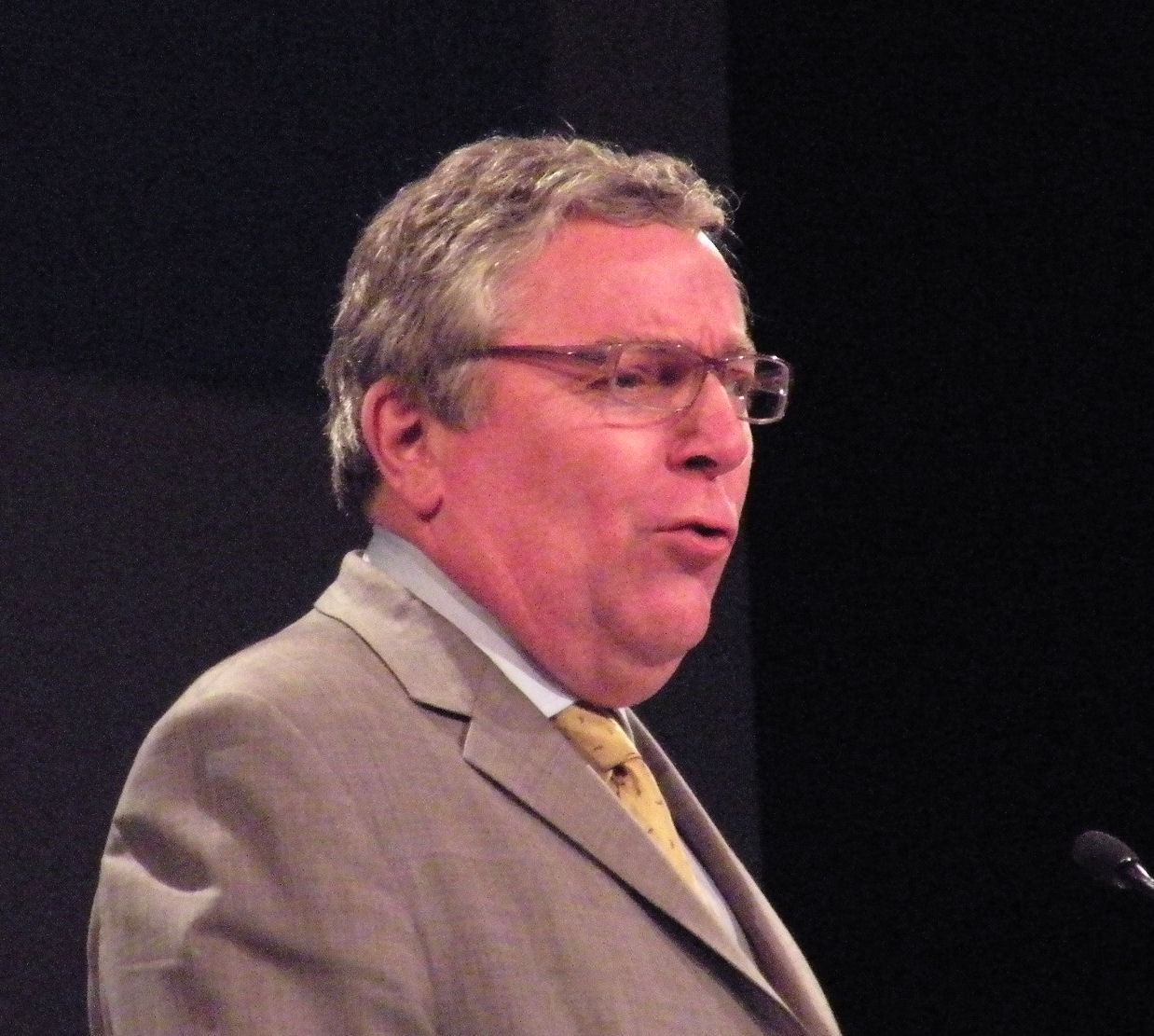
Clement-Jones 2011

Timothy Francis Clement-Jones, Baron Clement-Jones CBE, (* 26. Oktober 1949 in Wales) ist ein britischer Politiker der Liberal Democrats und Life Peer.

## Leben und Karriere
Clement-Jones wurde im Oktober 1949 als Sohn von Maurice Llewelyn Clement-Jones (1917–1988) und (Margaret) Jean, geborene Hudson († nach 1988) geboren. Er besuchte das Haileybury and Imperial Service College und das Trinity College, Cambridge, wo er Wirtschaftswissenschaften studierte.
Von 1972 bis 1974 war er Referendar (Articled Clerk) bei Coward Chance. Er war von 1974 bis 1976 Partner bei Joynson-Hicks & Co. Von 1976 bis 1980 war er als Firmenanwalt bei der Letraset International Ltd tätig. Er war von 1974 bis 1976 Partner bei Joynson-Hicks & Co. Von 1976 bis 1980 war er als Firmenanwalt bei der Letraset International Ltd tätig.
1974 wurde er als Solicitor zugelassen und wurde Syndikus und Head of Legal Services der LWT von 1980 bis 1983. Von 1984 bis 1986 war er Direktor (Legal Director) von Grand Metropolitan Retailing und von 1986 bis 1995 Group Co Secretary der Woolworths Ltd, später Kingfisher plc.
Von 1986 bis 2008 war er Mitglied des Treuhandrates (Trustee) und Direktor von Cancer BACUP. Von 1991 bis 1995 war er Vorsitzender (Chairman) von Crime Concern. Seit 1999 ist Clement-Jones Vorsitzender (Chairman) von Dibb Lipton Alsop und seit 1997 bei der Environmental Context Ltd.
Clement-Jones war von 1996 bis 1999 Direktor der Political Context Ltd. und von 1997 bis 2009 Vorsitzender der Context Group Ltd. Von 1996 bis 1999 war er Partner bei Independent Corporate Mentoring (ICM).
Bei der internationalen Kanzlei DLA Piper war er zunächst Co-Vorsitzender für Regierungsbeziehungen von 1999 bis 2009 und seit 2010 Partner für internationale Geschäftsbeziehungen sowie seit 2011 Managing-Partner für London. Bei der Eurocommerce (Euro Retail Federation) war er von 1992 bis 1995 Vizepräsident. Von 1982 bis 1985 war er Vorsitzender der Association of Liberal Lawyers.

## Frühe politische Karriere
Von 1986 bis 1988 war er Vorsitzender (Chairman) der Liberal Party. Von 1988 bis 1998 gehörte Clement-Jones der Liberal Democrat National Executive an. Er war von 1991 bis 1998 Vorsitzender (Chairman) des Liberal Democrat Finance Committee.
1994 war er Direktor der Wahlkampagne zur Europawahl. Von 1994 bis 1997 war er stellvertretender Vorsitzender der General Election Group. Er war auch Vorsitzender des Wahlkampfes in London 2000 und 2004. Clement-Jones war von 2005 bis 2010 Schatzmeister (Federal Treasurer) der Liberal Democrats.

## Mitgliedschaft im House of Lords
Er wurde am 17. Juli 1998 zum Life Peer als Baron Clement-Jones, of Clapham in the London Borough of Lambeth ernannt. Die offizielle Einführung ins House of Lords erfolgte am 20. Juli 1998 mit der Unterstützung von Sally Hamwee, Baroness Hamwee und Tim Razzall, Baron Razzall. Seine Antrittsrede hielt er am 8. Oktober 1998. 
Als Themen von politischem Interesse nennt er auf der Webseite des Oberhauses Krebs, Innenstädte, Autismus, Verbrechensprävention, die Kreativwirtschaft, geistiges Eigentum und höhere Bildung. Als Staaten von Interesse nennt er die Staaten Zentralasiens, China, Indien, Irak, Türkei und Vereinigte Arabische Emirate.
Clement-Jones war Sprecher der Liberal Democrats für Gesundheit von 1998 bis 2004. Von 2000 bis 2010 war er stellvertretender Vorsitzender (Vice-Chairman) der All-Party Autism Group, der All-Party China Group seit 2005, der All-Party Turkey Group seit 2010 und der All-Party UAE Group, ebenfalls seit 2010.
Er war Sprecher für Kultur, Medien und Sport von 2004 bis 2010. Von 2011 bis 2012 war er Mitglied der Speakers' Working Group on All-Party Groups.
- Sitzungsperiode 1997/1998: 39* Tage
- Sitzungsperiode 1. April 2001 bis 31. März 2002: 127 Tage
- Sitzungsperiode 1. April 2002 bis 31. März 2003: 134 Tage
- Sitzungsperiode 1. April 2003 bis 31. März 2004: 136 Tage
- Sitzungsperiode 1. April 2004 bis 31. März 2005: 130 Tage
- Sitzungsperiode 1. April 2005 bis 31. März 2006: 118 Tage
- Sitzungsperiode 1. April 2006 bis 31. März 2007: 110 Tage
- Sitzungsperiode 1. April 2007 bis 31. März 2008: 124 Tage
- Sitzungsperiode 1. April 2008 bis 31. März 2009: 121 Tage
- Sitzungsperiode 1. April 2009 bis 31. März 2010: 123 Tage
- Sitzungsperiode 1. April 2010 bis 30. Juni 2010: 14 Tage
- Sitzungsperiode 1. Juli 2010 bis 30. September 2010: 11 Tage
- Sitzungsperiode 1. Oktober 2010 bis 31. Dezember 2010: 46 Tage
- Sitzungsperiode 1. Januar 2011 bis 31. März 2011: 39 Tage
- April 2011: 6 Tage (von 7)
- Mai 2011: 9 Tage (von 15)
- Juni 2011: 15 Tage (von 17)
- Juli 2011: 12 Tage (von 13)
- August 2011: 0 Tage (von 1)
- September 2011: 7 Tage (von 8)
- Oktober 2011: 14 Tage (von 18)
- November 2011: 15 Tage (von 18)
- Dezember 2011: 11 Tage (von 13)
- Januar 2012: 13 Tage (von 14)
- Februar 2012: 13 Tage (von 14)
- März 2012: 14 Tage (von 17)
- April 2012: 5 Tage (von 5)
- Mai 2012: 12 Tage (von 13)

An Sitzungstagen ist Clement-Jones regelmäßig anwesend.

## Weitere Ämter und Ehrungen
Von 1981 bis 1995 war er Vorsitzender des Crime Concern Advisory Board. Er war von 2004 bis 2009 Vorsitzender des Lambeth Crime Prevention Trust. Von 2008 bis 2012 war er Vorsitzender des Vorstandes der School of Pharmacy der University of London. 
Derzeit ist er Direktor (Governor) des Haileybury College, Mitglied des Vorstands (Council) des University College London und Mitglied des Treuhandrates (Trustee) bei Space for Giants.
1988 wurde er Commander des Order of the British Empire. Er ist Mitglied der Law Society und des Vorstandes des UCL. Außerdem ist Clement-Jones Fellow der Royal Society of Arts, der Public Relations Consultants Association und des Chartered Institute of Public Relations. 
Er war Chairman of Trustees von Treehouse von 2000 bis 2008, einer Schule, die sich mit autistischen Kinder befasst, sowie seit 2010 Präsident des nachfolgenden Ambitious about Autism. 

## Familie
Clement-Jones heiratete am 14. Juni 1973 Vicky Veronica Yip († 1987), Tochter des verstorbenen Milliardärs Teddy Yip. In zweiter Ehe ist er seit 1994 mit Jean Roberta Whiteside verheiratet. Er hat einen Sohn mit seiner zweiten Ehefrau.